# Afrostyrax macranthus
Afrostyrax macranthus, Vrsta je drveta iz zapadne tropske Afrike, u Kamerunu i Gabonu.
Vrsta je opisana u Botanische Jahrbücher für Systematik, Pflanzengeschichte und Pflanzengeographie 49(5): 555. 1913.